# بالکان (باشقیرستان)
بالکان (به لاتین: Balkan) یک منطقهٔ مسکونی در روسیه است که در باشقیرستان واقع شده‌است.